# Sybaguasu titingum
Sybaguasu titingum là một loài bọ cánh cứng trong họ Cerambycidae.